# Lupocyclus quinquedentatus
Lupocyclus quinquedentatus är en kräftdjursart som beskrevs av M. J. Rathbun 1906. Lupocyclus quinquedentatus ingår i släktet Lupocyclus och familjen simkrabbor. Inga underarter finns listade i Catalogue of Life.